# Make To Stock
Make to Stock (MTS) o Build to stock (BTS) es uno de los tipos de sistemas de manufactura, junto con MTO, ATO y ETO . El ambiente MTS, es un ambiente en el que la empresa manufactura de forma continua artículos para los cuales no hay aún una demanda explícita por parte de algún cliente. Como su nombre lo indica "Make to Stock" - "Hecho para almacenar", los productos manufacturados bajo este esquema se caracterizan porque no se necesita una orden especial para fabricarse, y se producen en forma "bruta". 
Ejemplos claros de este tipo de productos abundan en nuestra vida cotidiana. Prácticamente todos los artículos de papelería, alimentos o sanitarios trabajan bajo este esquema. Las compañías que respectivamente producen dichos artículos no esperan una orden de las distribuidoras para empezar a producirlos, sino que los producen de forma continua, pues dichos productos siempre tienen demanda.
La planeación de la producción MTS se basa en pronósticos de demanda, generalmente elaborados partiendo de estadística. Es decir, con base en el comportamiento histórico, se pronostica cual será la demanda de los siguientes períodos. Usualmente, los volúmenes de producción neta se determinan a partir del pronóstico mencionado, restando las existencias remanentes del período anterior.
La "Acertividad" del pronóstico de ventas adquiere una vital importancia, pues cuanto mayor sea ésta, mayor será la probabilidad de satisfacer adecuadamente la demanda real, sin incurrir en faltantes ni en capital de trabajo ocioso por inventarios excesivos.
- Datos: Q5990284